# Geografia Kosowa

Mapa Kosowa

Kosowo jest niewielkim spornym terytorium (niezależnym państwem lub autonomiczną prowincją Serbii), położonym w środkowej części Półwyspu Bałkańskiego. Jego obszar jest w większości górzysty i cechuje go klimat podzwrotnikowy.

## Powierzchnia, położenie i granice
Powierzchnia – 10 908 km².
Położenie – Kosowo leży w środkowej części Półwyspu Bałkańskiego.
Skrajne punkty: północny 43°16'N, południowy 41°51'N, zachodni 20°00'E, wschodni 21°41'E. Obszar o konturze lekko romboidalnym zbliżonym nieco do zarysu Czarnogóry i ma rozciągłość południkową o długości 157 km, a rozciągłość równoleżnikową – 144 km.
Kosowo graniczy z następującymi państwami:
- Albania – 111,8 km
- Macedonia Północna – 158,7 km
- Czarnogóra – 78,6 km
- Serbia – 351,6 km

Kosowo to region śródlądowy, a do najbliższego morza (Morze Adriatyckie) od jego zachodniej granicy jest około 130 km.

## Budowa geologiczna i rzeźba
Kosowo jest obszarem górzystym, gdzie poza terenami górskimi znajdują się kotliny. Dwie główne kotliny to: Kosowe Pole o średniej wysokości 500–600 m n.p.m. i Metochia o wysokości średnie 350–450 m n.p.m. Oba te obszary są otoczone pasmami górskimi: Kopaonik, Prokletije i Szar Płanina. Najwyższe obszary górskie znajdują się w południowo-zachodniej części terytorium, gdzie na granicy z Albanią wznosi się najwyższy szczyt w regionie – Djeravica o wysokości 2656 m n.p.m. Obszary pasm górskich wznoszą się średnio ponad 2000 m n.p.m. W Kosowie występuje silnie rozwinięta rzeźba krasowa, głównie w jego zachodniej części. Obszary górskie Kosowa stanowią część Gór Dynarskich. Oznacza to, że pasma górskie w Kosowie są fałdowymi górami wieku alpejskiego, zbudowanymi z wapieni i dolomitów. W górach kosowskich licznie występują jaskinie, gdzie największą jest Velika Klisura. Na większości terytorium spotyka się głównie górskie odmiany gleb i czarnoziemy. Doliny rzeczne pokrywają mady.

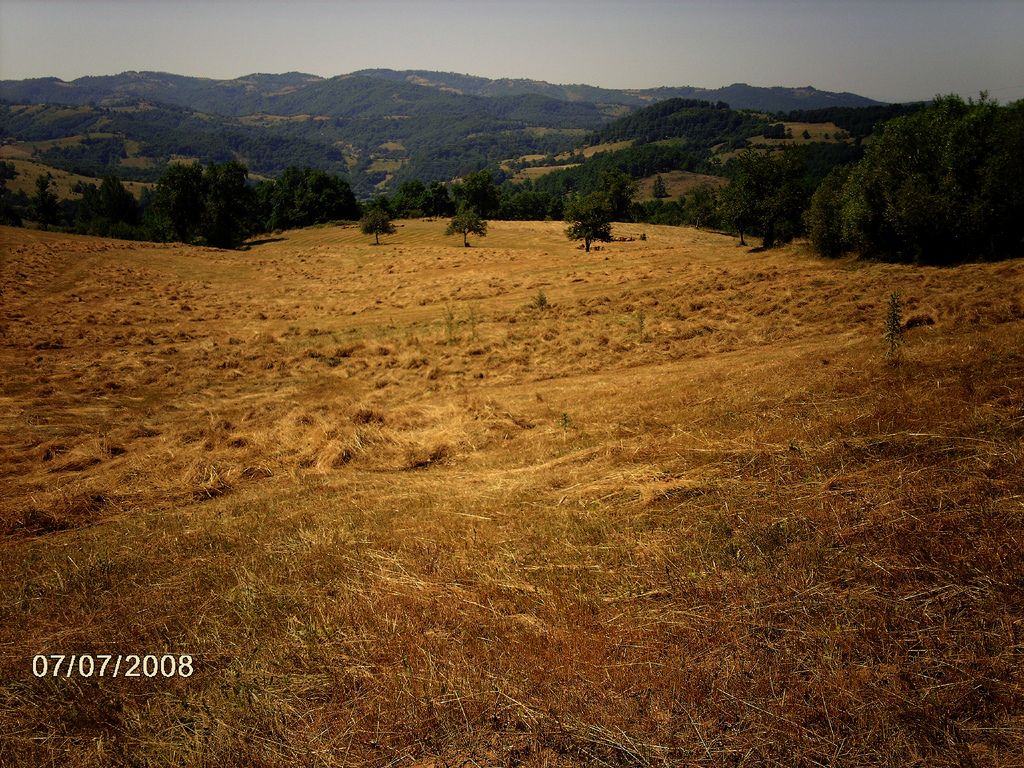
Krajobraz Kosowa

## Klimat
Kosowo leży w strefie klimatu podzwrotnikowego i znajduje się na styku morskich i kontynentalnych mas powietrza. Z tego powodu oraz z uwagi na górską rzeźbę terenu występuje tam piętrowość klimatyczna. Poza obszarami wysokich gór zimy są na ogół łagodne, choć często występują ujemne temperatury. Lata są dość ciepłe, a na obszarach nizinnych występują upały, w górach zaś jest chłodno.
Temperatury zimowe wynoszą od −10 °C, do 6 °C w leżącym na niskich wysokościach mieście Prisztinie. Latem w górach średnie wartości wynoszą około 10 °C, zaś na terenach nisko położonych średnia dobowa osiąga nawet 26 °C. Ze względu na górzystą rzeźbę Kosowa, opady roczne są wysokie i wynoszą średnio 1630 mm. Opady występują głównie w półroczu zimowym, w górach, oczywiście, może wówczas padać śnieg.

## Wody
Sieć rzeczna Kosowa jest dość gęsta z uwagi duże ilości opadów rocznych i górzyste ukształtowanie terenu. Kosowo leży w obszarze zlewiska Morza Adriatyckiego i Czarnego. Dwie główne rzeki to: Sitnica, będąca dopływem Ibaru i Biały Drin. Większość rzek to głównie krótkie cieki wodne, o górskim charakterze. W Kosowie licznie występują jeziora, przeważnie również o górskim charakterze. Największym z nich jest jezioro Gazivoda leżące w północno-zachodniej części terytorium. Ze względu na górzystą rzeźbę w wielu miejscach występują wodospady, najwyższy z nich – Drin – ma wysokość 25 m.

## Flora i fauna
Na terenie Kosowa występuje piętrowość roślinna. Około 30% powierzchni zajmują lasy, przy czym przeważającą formacją roślinną są lasy dębowe, które na większych wysokościach ustępują lasom iglastym, a następnie łąkom alpejskim. Roślinność naturalna jest w znacznym stopniu wyniszczona przez człowieka. Znaczne obszary, leżące poza terenami górskimi, zajmują pola uprawne i łąki. Świat zwierząt jest typowy dla obszarów europejskich. W górach żyją kozice, w górskich lasach: wilki, rysie i żbiki. Do pozostałych gatunków należą jelenie i dziki.